# Kristian Bjørn
Kristian Bjørn (ur. 22 sierpnia 1919 w Alvdal, zm. 1 kwietnia 1993 tamże) – norweski biegacz narciarski, brązowy medalista mistrzostw świata.

## Kariera
Igrzyska olimpijskie w Sankt Moritz w 1948 roku były pierwszymi i zarazem ostatnimi w jego karierze. W swoim jedynym starcie na tych igrzyskach, w biegu na 50 km zajął 9. miejsce.
W 1950 roku wystartował na mistrzostwach świata w Lake Placid. Osiągnął tam największy sukces w swojej karierze wspólnie z Martinem Stokkenem, Eilertem Dahlem i Henrym Hermansenem zdobywając brązowy medal w sztafecie 4 × 10 km.
Jego syn Torgeir Bjørn również reprezentował Norwegię w biegach narciarskich.

## Osiągnięcia

### Igrzyska olimpijskie
| Miejsce | Dzień       | Rok  | Miejscowość  | Konkurencja             | Wynik   | Strata | Zwycięzca        |
| ------- | ----------- | ---- | ------------ | ----------------------- | ------- | ------ | ---------------- |
| 9.      | 31 stycznia | 1948 | Sankt Moritz | 50 km stylem klasycznym | 1:13:50 | +27:33 | Martin Lundström |

### Mistrzostwa świata
| Miejsce | Dzień    | Rok  | Miejscowość | Konkurencja             | Czas biegu | Strata | Zwycięzca        |
| ------- | -------- | ---- | ----------- | ----------------------- | ---------- | ------ | ---------------- |
| 18.     | 3 lutego | 1950 | Lake Placid | 18 km stylem klasycznym | 1:06:16    | +3:00  | Karl-Erik Åström |
| 3.      | 5 lutego | 1950 | Lake Placid | Sztafeta 4 × 10 km      | 2:39:59    | +7:19  | Szwecja          |